# Piano (geologia)
In cronostratigrafia,  il piano è l'unità cronostratigrafica fondamentale. L'insieme dei piani ha dato origine ad una tabella internazionale che i geologi usano continuamente. Corrisponde ad una successione di strati rocciosi di una località, da cui il piano prende il nome (es. Hettangiano (Giurassico inferiore), da Hettange, località francese vicino a Parigi). Tale successione dovrebbe fare da riferimento mondiale, avere i limiti inferiore e superiore ben definiti ed essere stata deposta in una singola età della scala dei tempi geologici, la quale di solito rappresenta la sedimentazione nell'arco di milioni di anni. Un dato piano e la corrispondente età del tempo avranno per convenzione lo stesso nome e gli stessi limiti.
Le serie rocciose sono databili e divise in piani, proprio come le epoche sono divise in età. I piani possono essere suddivisi in unità stratigrafiche inferiori più piccole chiamate cronozone. (Vedi la tabella a destra per la gerarchia terminologica completa).

## Definizione
I piani sono principalmente definiti dai Fossili guida, che devono essere abbondanti, ben conservati e reperibili su molti livelli fossiliferi (biostratigrafia); in mancanza di fossili,  da una consistente polarità magnetica (paleomagnetismo) nella roccia. Di solito, i fossili trovati entro gli strati, noti in tutto il mondo o in una parte di questo e facilmente riconoscibili, sono usati per definire i limiti dei piani sottostanti e soprastanti.
Di conseguenza, per esempio, nella suddivisione locale nordamericana (ancora in uso), i paleontologi che trovano frammenti della trilobite Olenellus riconoscerebbero gli strati del piano Waucobano che li contengono, e i frammenti della trilobite Elrathia come segnale che gli strati successivi siano del piano Albertano.
I piani sono stati  molto importanti negli studi stratigrafici del XIX secolo e dell'inizio del XX secolo, poiché essi erano il principale strumento disponibile per la datazione degli strati di roccia; lo sono anche ora, con lo sviluppo della sismologia e della datazione radiometrica nella seconda metà del XX secolo, poiché i geologi continuano ad usarli. Talvolta, anche l'analisi microscopica della roccia (petrografia) viene usata per confermare che un dato segmento di roccia risalga ad una particolare età.
Originariamente, i piani  furono definiti solo su scala regionale; tuttavia, quando gli strumenti stratigrafici aggiuntivi (specialmente quelli geocronologici) furono sviluppati, i piani poterono essere definiti in aree più estese. Più recentemente, le specie e i generi dei fossili sono stati meno utilizzati, poiché le correlazioni regionali e globali delle sequenze di roccia sono migliorate. Per altro, una tendenza sviluppò, per l'uso europeo (e, in misura meno estesa, asiatico), i nomi dei piani in tutto il mondo, sebbene la fauna di alcune regioni abbia spesso poco in comune con quella del piano così come originariamente definito.

## Standardizzazione internazionale
I limiti e i nomi sono stabiliti dalla Commissione Internazionale di Stratigrafia (International Commission on Stratigraphy) dell'Unione Internazionale delle Scienze Geologiche (International Union of Geological Sciences). Nel 2008 la ICS sta quasi per terminare un lavoro iniziato nel 1974, suddividendo l'eonotema del Fanerozoico in piani accettati internazionalmente usando due tipi di parametri di riferimento. Quando è possibile viene definita una Sezione Stratigrafica di riferimento (GSSP, Global boundary Stratigraphic Section and Point). Per i piani antichi, una Età Stratigrafica Standard Globale (Global Standard Stratigraphic Age, GSSA) è una data assoluta. I parametri di riferimento daranno una certezza molto più grande in modo che i risultati possano essere confrontati con sicurezza per la determinazione della data, e tali risultati avranno uno scopo ulteriore rispetto ad ogni valutazione basata solamente sulla conoscenza e le condizioni locali.
In molte regioni sparse per il mondo le suddivisioni locali e i criteri di classificazione sono ancora usati insieme al più nuovo sistema uniformato e coordinato internazionalmente, ma poiché la ricerca stabilisce un sistema internazionale più completo, ci si spetta che i sistemi locali verranno abbandonati.

## Piani e litostratigrafia
I piani possono includere molte unità litostratigrafiche (per esempio formazioni, strati, membri, ecc.) di tipi di roccia differenti che giacevano in ambienti differenti nello stesso tempo. Allo stesso modo, un'unità litostratigrafica può includere un numero di piani o parti di essi.